# 安德烈娅·纳勒斯

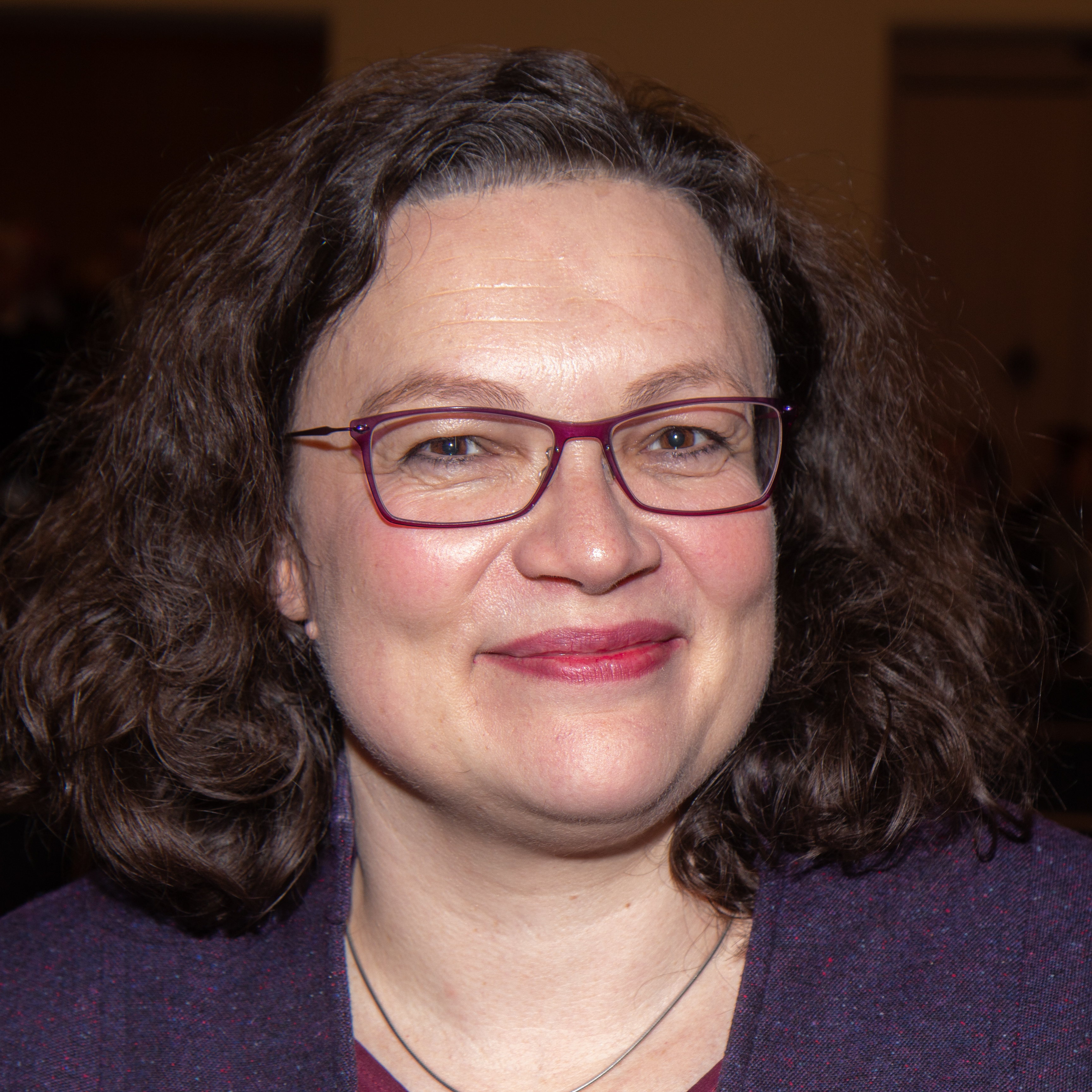

安德烈娅·玛丽亚·纳勒斯（德語：Andrea Maria Nahles，1970年6月20日—）德国政治家，2018年4月至2019年6月担任德国社会民主党领导人，2017年9月至2019年6月担任社民党在联邦议会领袖，2013年至2017年担任德國聯邦勞動及社會事務部和社民党青年团领导人。2019年6月，欧洲议会选举后，纳勒斯辞去了党首和在联邦议会的职务。

## 外部連結
维基共享资源上的相關多媒體資源：安德烈娅·纳勒斯
- 官方网站 （德文）
- Biographie beim Deutschen Bundestag （页面存档备份，存于）
- Andrea Nahles （页面存档备份，存于） auf abgeordnetenwatch.de
- 安德烈娅·纳勒斯（德国国家图书馆目录相关文献）